# بارگذاری زنجیری
بارگذاری زنجیری (به انگلیسی: Chain loading) روشی است که توسط برنامه‌های رایانه‌ای به کار گرفته می‌شود تا برنامه در حال اجرا را با یک برنامه دیگر جایگزین کنند. این کار با استفاده از یک ناحیه مشترک برای انتقال داده از برنامه فعلی به برنامه جدید انجام می‌گیرد.